# Glendalough
Glendalough o Glendaloch (/ˌɡlɛndəˈlɒx/; en irlandès: 'Gleann Dá Loch', traduït al català com "vall de dos llacs"
) és una vall glacial, situada al Comtat de Wicklow, a Irlanda. Es coneix principalment pel seu monestir de l'Alta Edat Mitjana, fundat el segle VI per St. Kevin, un ermità; i destruït el 1398 per les tropes angleses.

## Història
Sant Kevin, descendent d'una de les famílies nobles de Leinster, estudià sota custòdia de tres sants, Sants Eoghan, Lochan, i Eanna a Glendalough. Més tard hi retornà, amb un petit grup de monjos per a fundar un monestir “on els dos rius conflueixen”. En els escrits de Sant Kevin s'hi troben unes lluites contra cavallers a Glendalough, que avui en dia es creu que es referien al procés d'autoconeixença de les seves temptacions. La seva fama com a Sant s'estengué i aconseguí diversos feligresos. Va morir sobre l'any 618. Durant els següents sis segles, Glendalough va arribar a la seva màxima esplendor. Els Annals Irlandesos contenen referències a les morts dels abats i als saquejos del monestir
Cap al 1042, la fusta de roure de Glendalough s'utilitzà per construir el vaixell viking més llarg que s'ha fet mai (30 m). El 2004 es construí una rèplica d'aquest, que es troba actualment a Roskilde, Denmark.
En el sínode de Rath Breasail, que tingué lloc l'any 1111, es designà Glendalough com una de les dues diòcesis de Leinster Nord.
El llibre de Glendalough es va escriure l'any 1131.
St. Laurence O'Toole, nascut el 1128, fou abat de Glendalough i fou molt conegut per la seva santedat i hospitalitat. Fins i tot després d'ésser nomenat Arquebisbe de Dublín el 1162, anava de tant en tant a Glendalough, a veure i a resar a la tomba de St. Kevin. Va morir a Eu, Seine-Maritime a Normandia el 1180.
El 1214, les diòcesis de Glendalough i Dublín foren unides. Des de llavors la cultura i l'estatus eclesiàstic disminuïren. La destrucció del monestir per les tropes angleses el 1398 ho deixà tot en ruïnes però continuà com una petita església local i un lloc de pelegrinatge.
Les descripcions de Glendalough dels segles xviii i xix fan referència a la festa de St. Kevin del 3 de Juny com “una assemblea descontrolada”
Avui en dia es pot apreciar molt poc del que arribà a ser aquest monestir, on es feien tallers, es copiaven i s'escrivien llibres, hi havia una infermeria, tenia camps de cultiu i feia d'hostal tant per monjos com per gent no religiosa. L'edifici que resta en peu data del segle X o XII.

## Monuments de la vall

### La porta
La porta de la ciutat monàstica és un dels monuments més importants de la vall. És única a tot Irlanda. Originalment estava formada per dos arcs de granit. Cada antae tenia al final una teulada de fusta. A dins de la porta a la paret oest hi ha una creu esculpida. Això denotava que era un santuari, la frontera cap a l'espai de refugi. El pavimentat del carrer emmurallat que va fins a dintre la ciutat encara es manté però molt queda molt poca paret.

### La torre rodona

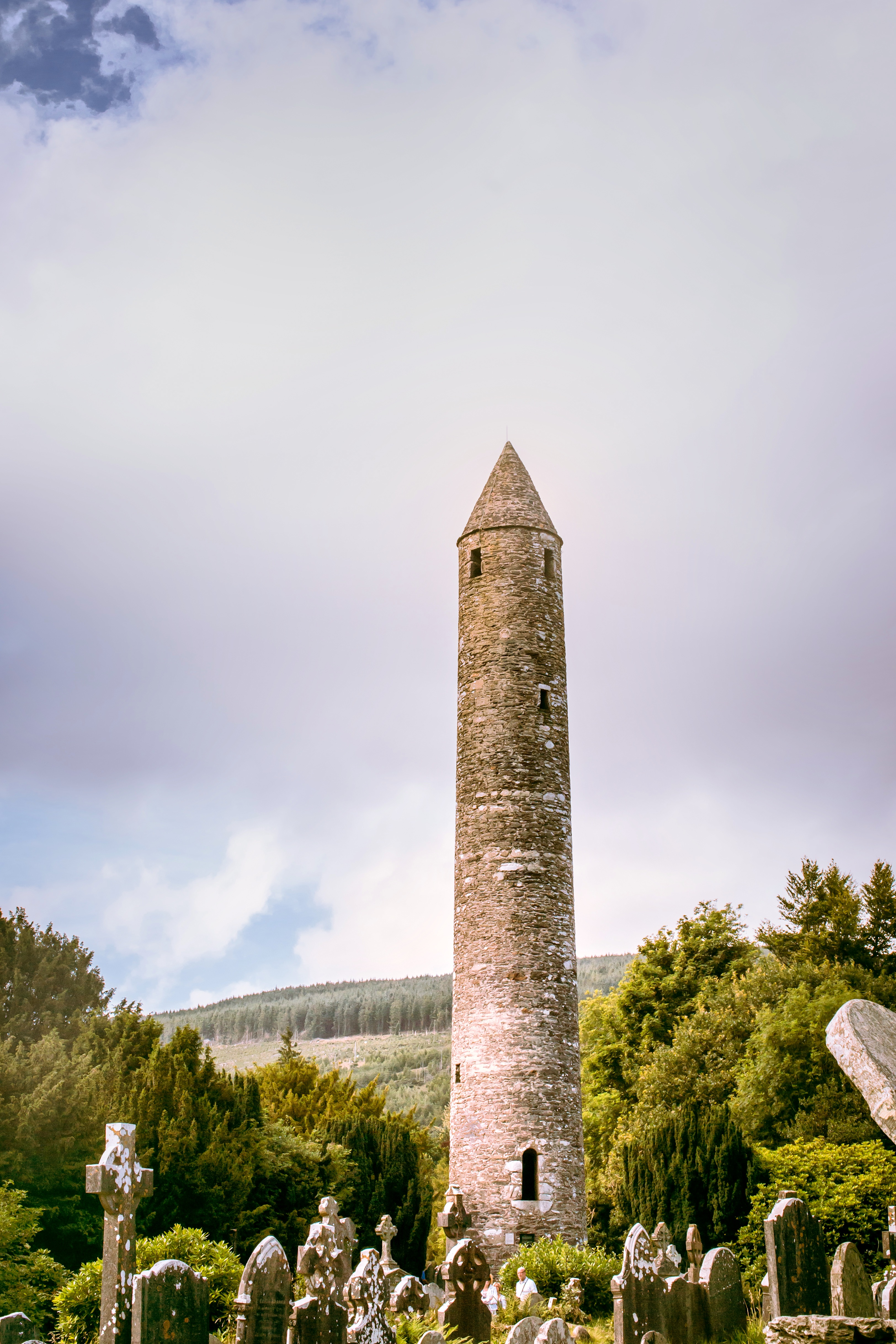
La torre rodona de Glendalough

Aquesta torre alta i prima, construïda amb una barreja de mica i granit, mesura uns 30 metres d'altura amb una entrada de 3,5m. La teulada cònica fou reconstruïda l'any 1876 usant les pedres originals. Originalment la torre tenia sis pisos de fusta comunicats per escales de mà, també de fusta. Els quatre primers pisos per sobre de l'entrada estan il·luminats cadascun per una finestra petita; mentre que el pis de dalt té quatre finestres que indiquen els 4 punts cardinals. Les torres rodones irlandeses, eren fites per indicar el camí als visitants, però també servien com a campanar, rebost o magatzem i de refugi en cas d'atac.

### La catedral
L'edifici més gran i imponent de Glendalough és sens cap dubte la catedral. Fou construïda per fases, la més antiga consistia en la nau principal (que encara es conserva) i els seus pilars. Les grans pedres de mica que es poden veure a dalt de la porta oest eren reutilitzades d'una ermita anterior. El cor i la sagristia daten de finals del segle xii o principis del XIII. L'arc del cor i la finestra est estaven molt ben decorades, tot i que en l'actualitat moltes de les pedres no hi són. La porta nord d'entrada a la nau també data d'aquest període. Sota la finestra sud del cor hi ha el sagrari i la piscina o sacràrium (pica on es llença l'aigua després del baptisteri i on es renten la vaixella sagrada). Uns metres més al sud hi ha una creu de granit local amb un anell, coneguda com la creu de St. Kevin.

### La casa dels monjos
Gairebé reconstruïda tota amb les pedres originals, basada en un esbós del 1779 fet per Beranger, la casa dels monjos és un edifici petit, d'arquitectura romànica amb un arc decoratiu al final est de la construcció. El seu nom prové de la pràctica d'enterrar els monjos morts allà els segles xviii i xix. El seu propòsit original és desconegut tot i que hi ha sospites que s'utilitzà per guardar les relíquies de St. Kevin.

### Capella de Sant Kevin o “Cuina”

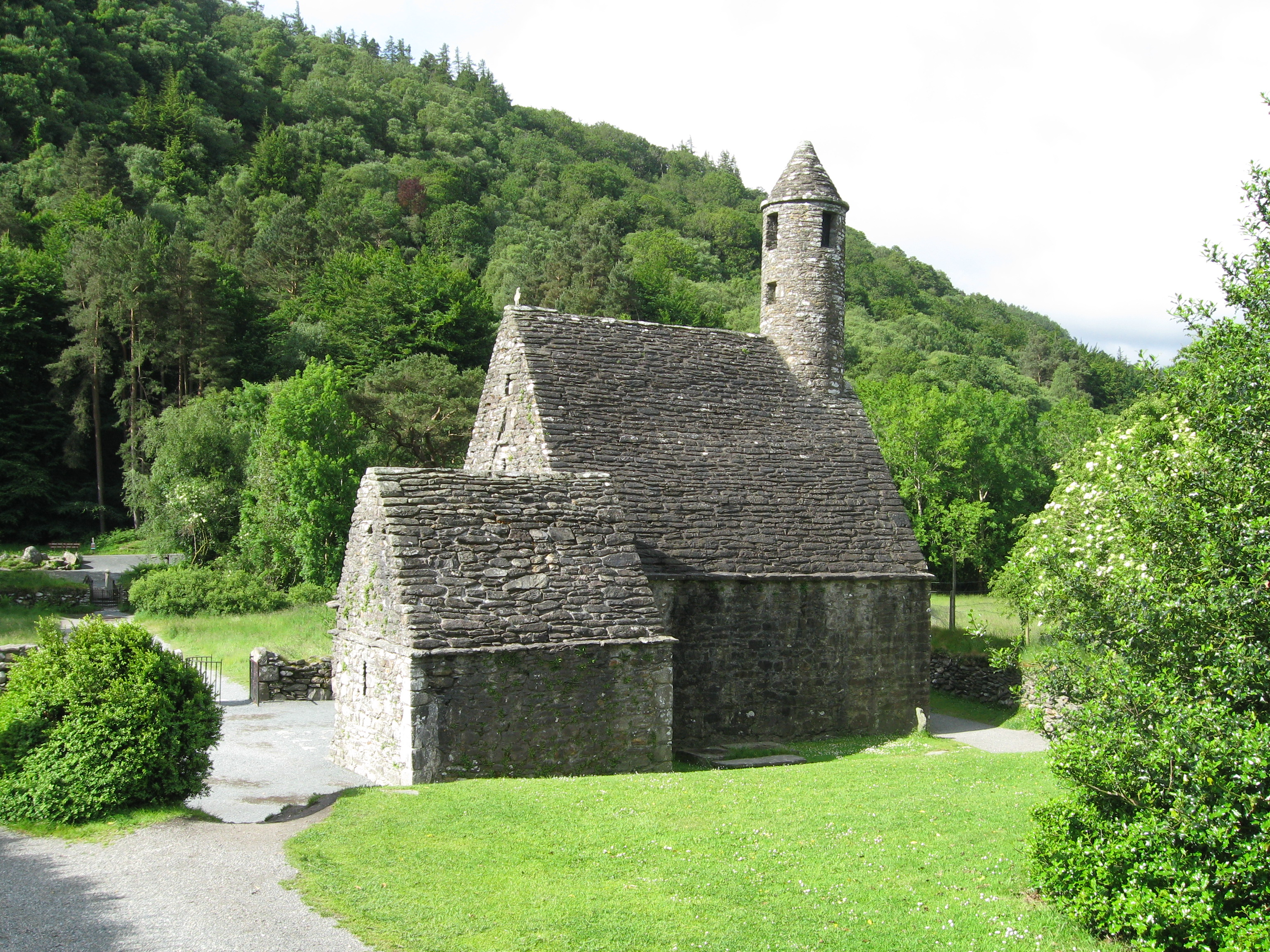
Ermita de Sant Kevin

Aquesta edificació de teulada de pedra tenia originalment només una nau, amb l'entrada a l'oest, i una petita finestra rodona a la paret est. La part superior de la finestra es pot veure per sobre del que esdevingué l'arc (inexistent avui en dia) del cor, quan s'hi afegiren aquest i la sagristia. La teulada, inclinada, està feta de pedra solapada, sostinguda des de dins per una volta semicircular. L'accés a les golfes es feia per una petita obertura rectangular al final oest de la volta. La capella també tenia un primer pis de fusta. La talaia acaba en forma cònica i té quatre finestres. Està situada a l'oest de la teulada i té una forma rodona.

### Capella de Sant Ciarán
Les ruïnes d'aquesta capella foren desenterrades l'any 1875. La capella està feta segurament en honor de Sant Ciarán, fundador del monestir de Clonmacnoise el qual mantingué estrets lligams amb el monestir de Glendalough el segle 10.

### Capella de Santa Maria o de la nostra dama
És una de les capelles més antigues i millor construïdes. Està formada per una nau i un cor construït posteriorment. L'entrada principal està feta de granit i té un arquitrau amb un sautor. El marc és inclinat amb una gran pedra al capdamunt.